# Antiga Sinagoga (Erfurt)

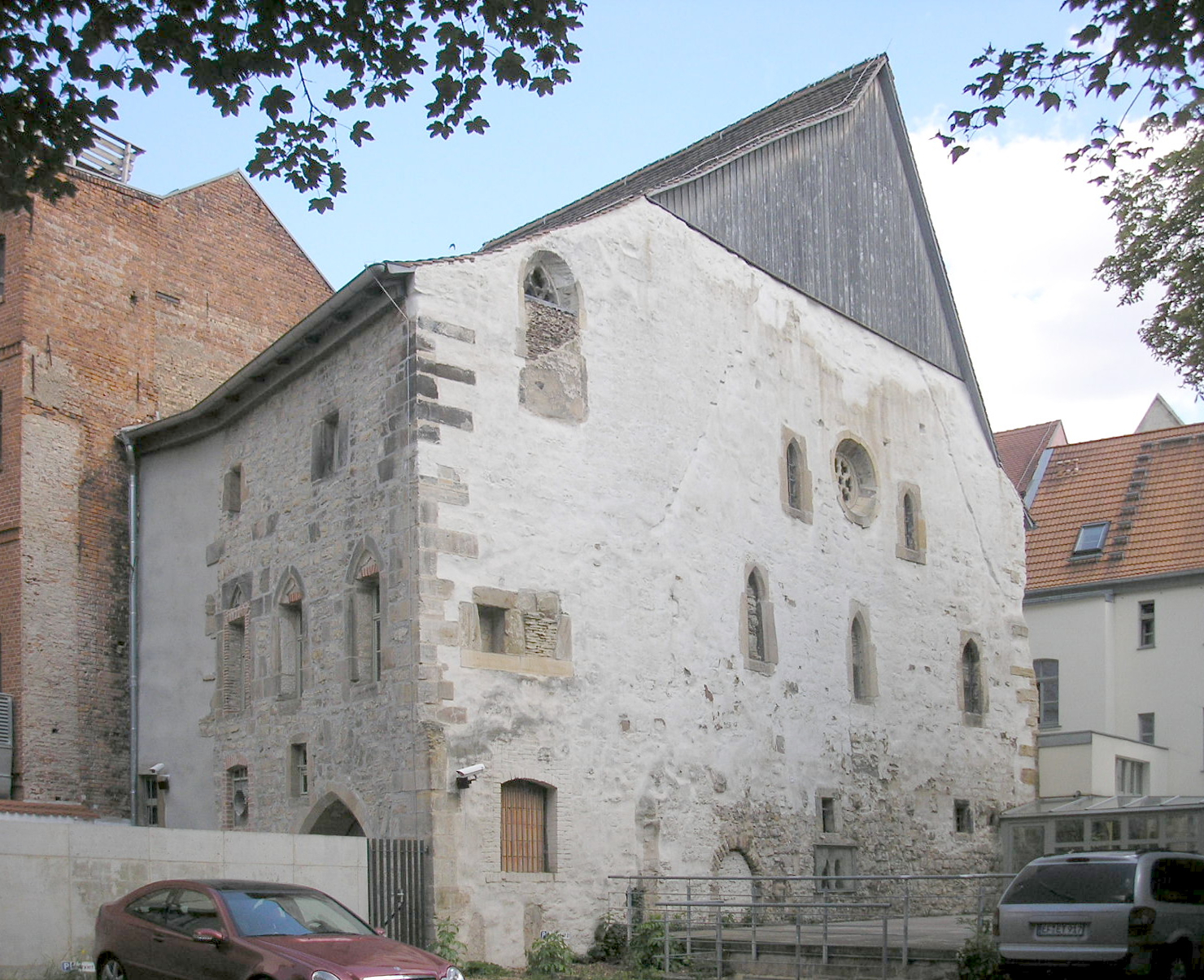
Antiga Sinagoga, Erfurt

A Antiga Sinagoga (alemão: Alte Synagoge) em Erfurt, no centro Alemanha, é uma das sinagogas medievais melhor preservadas da Europa. As partes mais antigas foram construídas no final do século XI. A maioria das partes do edifício é de cerca de 1250 a 1320. Em 2015 foi proposto como Património Mundial.
Tem sido um museu de história judaica desde 2009. O Tesouro de Erfurt é mantido lá. Esta é uma coleção de medieval moedas e jóias encontrados em 1998. O museu também possui cópias do hebraico de Erfurt Manuscritos. Esta é uma coleção de raros manuscritos religiosos que pertenciam à comunidade judaica de Erfurt na Idade Média.

## História e Preservação

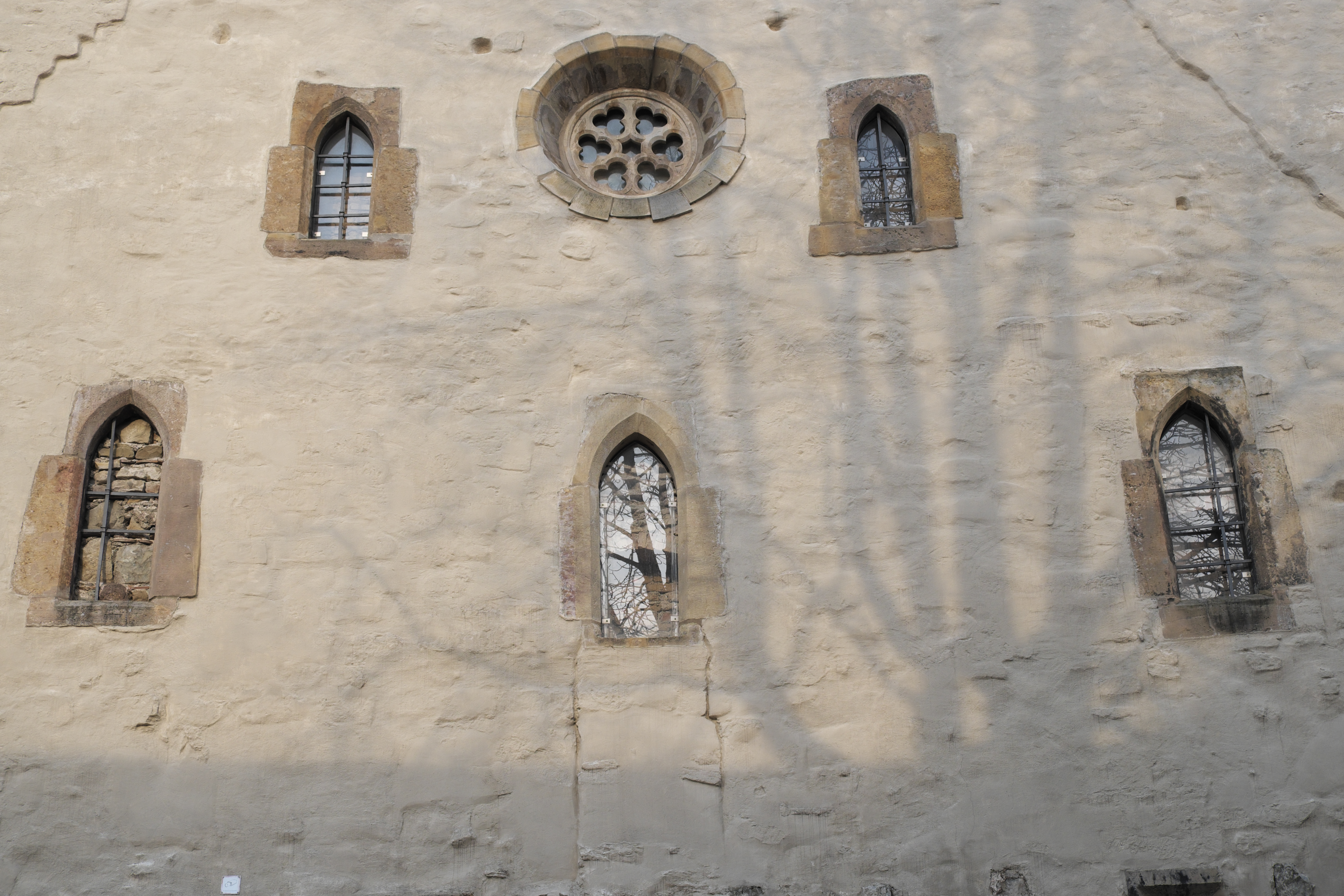
Janelas na fachada oeste, c.1270

As partes mais antigas do edifício datam de 1094. Cerca de 1270, foi construída uma sinagoga maior, que incluía partes do antigo edifício. A parede ocidental do edifício data desta época. Tem seis janelas originais. Outro andar foi adicionado no início dos anos 1300.
Em 1349, muitas pessoas morreram pela Peste negra. As pessoas disseram que era culpa dos judeus. Os judeus foram assassinados e obrigados a sair da cidade. Este pogrom é conhecido como o Massacre de Erfurt. A sinagoga foi danificada e a Câmara Municipal de Erfurt assumiu o controle do prédio. Mais tarde, eles venderam para um homem de negócios local. Ele usou isso como um armazém e fez mudanças no interior, incluindo a construção de uma adega. Nos próximos 500 anos, foi usado para armazenar bens.
A partir do século XIX o edifício foi usado como salão de baile, um restaurante e até uma pista de boliche. Essas mudanças significavam que a Antigua Sinagoga era principalmente esquecida. Sua história não foi reconhecida, o que ajudou a protegê-la durante o período Nazismo.
No final dos anos 80, havia um interesse renovado no edifício antigo. O historiador de arquitetura Elmar Altwasser começou a pesquisá-lo em 1992. O conselho da cidade de Erfurt comprou a propriedade em 1998 e pesquisou e preservou. Todas as etapas da história do edifício foram conservadas, não apenas seu uso como sinagoga.
Em 2007, um banho ritual judeu raro e bem preservado, um Mikvá, foi descoberto não muito longe da Sinagoga Velha por arqueólogos. Foi construído cerca de 1250.
Em 2015, a Antigua Sinagoga e Mikvá, e uma casa de pedra no centro da cidade medieval de Erfurt, também construída em torno de 1250 que pertenciam a judeus, foram propostas como Patrimônio da Humanidade. Isso foi provisoriamente listado, mas nenhuma decisão final foi tomada.

## Museu
A Antigua Sinagoga abriu-se como museu em 27 de outubro de 2009.
O Tesouro de Erfurt é exibido no museu. Esta é uma coleção de moedas e joalharia que se pensa ter pertencido a judeus que os escondeu no momento do massacre de Erfurt em 1349. Foi encontrado em 1998 no muro de uma casa em um bairro judeu medieval em Erfurt.
O museu também exibe fac-símiles dos manuscritos hebraicos de Erfurt. Esta é uma coleção de manuscritos medievais escritos dos séculos XII a XIV. Eles chegaram à posse da Câmara Municipal de Erfurt após o massacre de Erfurt em 1349. Eles foram mantidos na biblioteca no Mosteiro de Santo Agostinho em Erfurt a partir de meados do século XVII. Em 1880, eles foram vendidos para a Royal Library em Berlim, que agora é a Biblioteca Estadual de Berlim. Os manuscritos originais são mantidos lá.

### Erfurt Tosefta
Um dos Manuscritos de Erfurt é o Tosefta, que data do século XII. O Tosefta é uma coleção de leis orais judaicas antigas colecionadas por estudiosos nos primeiros 200 anos de AD. Não foram feitas cópias de Tosefta com muita frequência. O Erfurt Tosefta é o mais antigo de apenas três manuscritos conhecidos de Tosefta. Foi escrito no século XII. Foi escrito no século XII. Os outros dois manuscritos de Tosefta são o Tosefta de Viena, que foi feito no final do século XIII. É mantido na Biblioteca Nacional Austríaca. O London Tosefta, que foi feito no século XV. É mantido na Biblioteca Britânica. 
Moses Samuel Zuckermandel foi a primeira pessoa a salientar a importância do Erfurt Tosefta. Ele publicou um importante estudo sobre isso em 1876.